# Aššur-bāni-apli

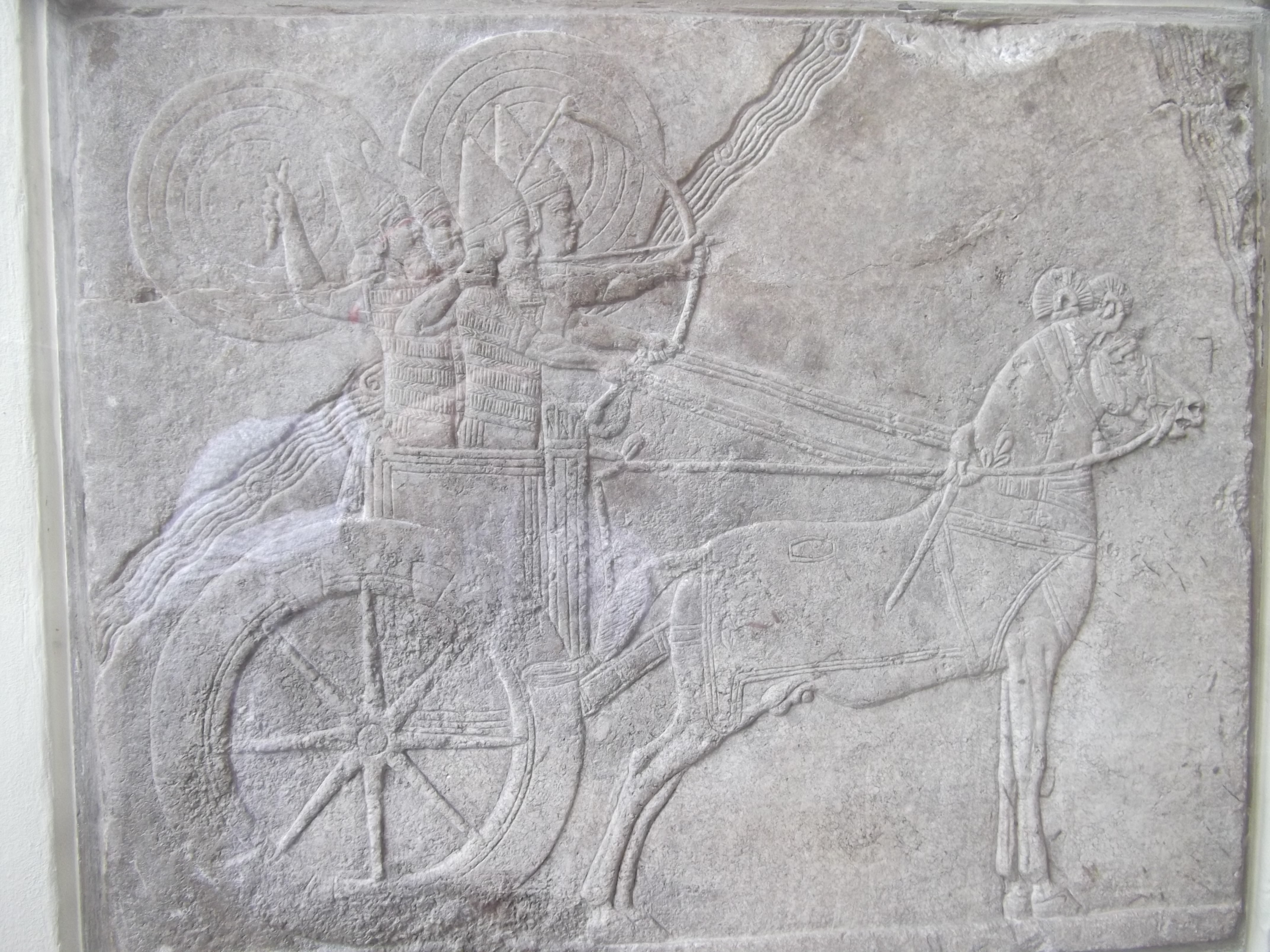
Relief um 650 v. Chr., zeigt wahrscheinlich den Feldzug von Aššur-bāni-apli gegen die elamische Stadt Hamanu

Aššur-bāni-apli (neuassyrisch, auch Aschschur-bani-apli, Assur-bani-apli, biblisch Assurbanipal) war vom 27. Oktober 669 v. Chr. bis 631/627 v. Chr. oder von 668 bis 627 v. Chr. König des Assyrischen Reiches. Sein Name bedeutet „Aššur ist Erschaffer des Erbsohnes“. Aus einer assyrischen Chronik des Jahres 640 v. Chr. geht hervor, dass Aššur-bāni-apli der 83. assyrische König „nach Erišum, Sohn des Ilu-šuma“, war.
Er war Zeitgenosse des letzten Herrschers der 25. Dynastie Tanotamun und von Psammetich I., dem Gründer der 26. Dynastie in Ägypten.
19 Jahre nach dem Tod des Aššur-bāni-apli 631/627 v. Chr. ging das Assyrische Reich nach Thronfolgekämpfen und der Eroberung durch die Meder und Babylonier unter.

## Leben

### Anfänge

Aššur-bāni-apli auf der Jagd

Als zweitgeborener Sohn Aššur-aḫḫe-iddinas, ursprünglich nicht als Thronfolger vorgesehen, wurde Aššur-bāni-apli von seinem Vater Aššur-aḫḫe-iddina zum designierten König ernannt. Vermutlich hatte er dies dem Einfluss seiner Großmutter Naqia zu verdanken, die bereits dafür gesorgt hatte, dass ihr Sohn Aššur-aḫḫe-iddina entgegen der üblichen Rangfolge von Sîn-aḫḫe-eriba als Kronprinz von Assyrien ausgewählt worden war. Noch als Kronprinz heiratete Aššur-bāni-apli Libbāli-šarrat.
Durch seinen Lehrer Balasi genoss Aššur-bāni-apli wie auch Sîn-aḫḫe-eriba und Aššur-aḫḫe-iddina eine sorgfältige literarische Erziehung. Er hinterließ in Ninive eine bedeutende Bibliothek, die didaktische, literarische, religiöse, heilkundliche und astronomische Texte umfasste. Seine Residenzen ließ er mit prächtigen Reliefs schmücken, die Kriegs-, Jagd- und Alltagsszenen aus dem Palastleben darstellen.

### Iškuza in den Erwähnungen Aššur-bāni-apli
Aššur-bāni-apli berichtet um 665 v. Chr. von "einem heuschreckenartigen Einfall barbarischer Zerstörer, die das Land verwüsteten", und verwendete für deren Anführer Dugdamme (nach griechischer Überlieferung Lygdamis) das assyrische Schimpfwort Gutäer. Bereits um 667 v. Chr. hatte der lydische König Gyges um assyrische Hilfe gegen die "umherziehenden Iškuzaia" gebeten. Aššur-bāni-apli folgte dem Hilferuf nicht und vermerkte kurze Zeit später die Gefangennahme von Gyges. Im weiteren Verlauf muss Gyges die Rückeroberung gelungen sein, da zwischen 666 v. Chr. und 650 v. Chr. ein Sieg über die Iškuzaia vermeldet wird.
Ob Aššur-bāni-apli den Angriff der Iškuzaia vollständig abwehren konnte, bleibt strittig. Der Orakelpriester Akullanu titulierte um 657 v. Chr. in einer Keilschrifttafel die Iškuzaia als Kiššutu. Diese Benennung wurde sonst im Zusammenhang mit assyrischen Königen gebraucht, was für eine kurzzeitige Herrschaft sprechen würde.
Nach dem Tod des Gyges im Jahr 644 v. Chr. bat sein Sohn und Nachfolger Ardys II. erneut um assyrische Hilfe. Ob diesmal dem Gesuch Folge geleistet wurde, konnte bislang nicht geklärt werden. Die schriftliche Überlieferung für Dugdamme endet um 642 v. Chr. mit seinem Tod in Kilikien. Sein Sohn und Nachfolger Sandakkurru (auch Lesung Sandakšatru möglich) wird in einer Hymne an Šamaš um 640 v. Chr. genannt, in der Aššur-bāni-apli einen endgültigen Sieg über die Iškuzaia erbittet; ein weiterer Beweis, dass die Bedrohung auch in den Jahren nach Dugdamme noch andauerte.

### Weiterer Verlauf
Aššur-bāni-aplis Bruder Šamaš-šuma-ukin wurde, wie von dem gemeinsamen Vater Aššur-aḫḫe-iddina festgesetzt, König von Babylon. Er rebellierte mit der Unterstützung der Aramäer, Elamiter und Araber. 647 v. Chr. unterwarf Aššur-bāni-apli nach vierjährigen Kämpfen Babylonien. Šamaš-šuma-ukin verbrannte in den Ruinen seines Palastes. Dieser Frevel gegen das religiöse Herz von Mesopotamien dürfte Aššur-bāni-apli aber letztlich die Herrschaft gekostet haben.
Mit Urartu pflegte Aššur-bāni-apli freundschaftliche Beziehungen; auch mit den Skythen hielt er später Freundschaft. Nach einem Aufstand brachte er Manna wieder unter assyrische Kontrolle. Nach der Eroberung Elams, etwa 636 v. Chr., brechen die Nachrichten über seine Regierungszeit ab.
Die von ihm angelegte große Bibliothek hat noch der modernen Assyriologie unschätzbare Dienste geleistet, da der Fund dieser Tontafelbücherei in Kujundschik, einem Teil des alten Ninive, der Assyriologie die Grundlagen für ihren weiteren Ausbau lieferte.
In allen Städten Babyloniens wie Assyriens hat Aššur-bāni-apli eine reiche Bautätigkeit entfaltet. Am wichtigsten sind der Ausbau eines alten und die Errichtung eines neuen Palastes in Ninive. Den Griechen, denen er unter dem Namen Sardanapal bekannt wurde, galt er als das Urbild eines Schwelgers, was den geschichtlichen Tatsachen wenig entspricht.

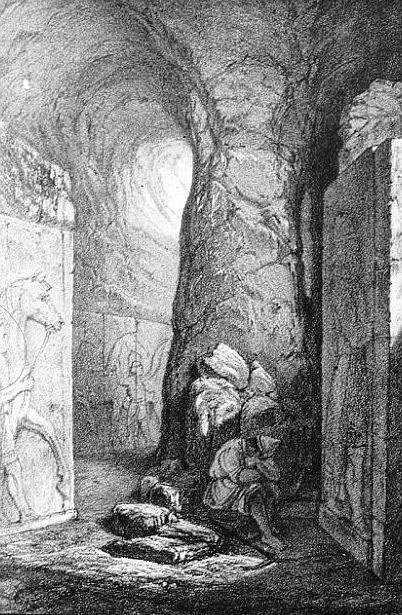
Archivkammern im Palast
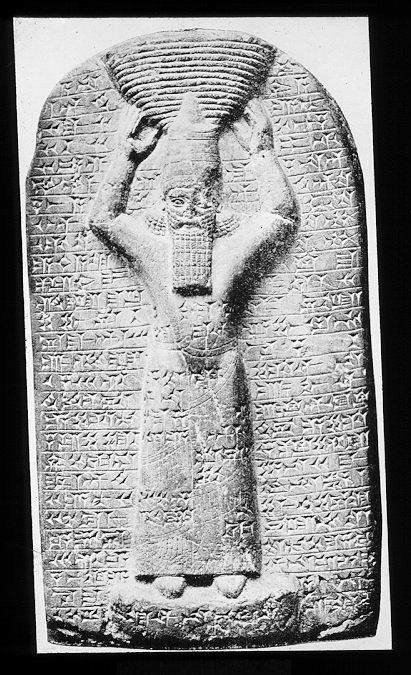
Aššur-bāni-apli als Bauherr mit Korb

## Eponyme
1997 wurde der Asteroid (7208) Ashurbanipal nach ihm benannt.